# Poeciliopsis balsas
Poeciliopsis balsas, tên thông thường là balsas livebearer, là một loài cá nước ngọt thuộc chi Poeciliopsis trong họ Cá khổng tước. Loài này được mô tả lần đầu tiên vào năm 1926.

## Từ nguyên
Loài cá này đã được đặt theo tên của con sông Balsas (Mexico), nơi Hubbs lần đầu tiên tìm thấy nó.

## Phân bố và môi trường sống
P. balsas có phạm vi phân bố ở Bắc Mỹ. P. balsas được tìm thấy ở đầu nguồn sông Balsas, chảy qua dãy núi Sierra Madre del Sur, băng qua các bang Puebla, Morelos và Guerrero (Mexico), rồi đổ ra Thái Bình Dương, nơi tiếp giáp với thành phố Lázaro Cárdenas, Michoacán, nơi loài cá này cũng được tìm thấy ở sông Arteaga và sông Aguililla.

## Mô tả
Chiều dài cơ thể lớn nhất được ghi nhận ở P. balsas là 6,5 cm, thuộc về một cá thể mái; cá đực của loài P. balsas có chiều dài cơ thể lớn nhất được ghi nhận là 3,5 cm. Sau khoảng 28 ngày mang thai, cá mái có thể cho ra đời khoảng từ 10 đến 50 con cá bột.